# Diamond Mine
Albums de King Creosote
That Might Be It, Darling
(2010) Honest Words
(2011)
Diamond Mine est un album de King Creosote et Jon Hopkins sorti en 2011.

## Distinctions
Diamond Mine a reçu un bon accueil critique et a figuré parmi plusieurs listes d'albums de l'année au Royaume-Uni.
| Publication  | Pays        | Classement              | Année | Rang |
| ------------ | ----------- | ----------------------- | ----- | ---- |
| The Guardian | Royaume-Uni | The Best Albums of 2011 | 2011  | 13   |
| Mojo         | Royaume-Uni | Top 50 Albums of 2011   | 2011  | 14   |
| The Skinny   | Royaume-Uni | Albums of the Year      | 2011  | 5    |
| Q            | Royaume-Uni | 50 Best Albums of 2011  | 2011  | 43   |
| Uncut        | Royaume-Uni | Top 50 Albums of 2011   | 2011  | 28   |

## Liste des titres
Toute la musique est composée par King Creosote et Jon Hopkins.
| No | Titre                    | Durée |
| -- | ------------------------ | ----- |
| 1. | First Watch              | 2:37  |
| 2. | John Taylor's Month Away | 6:32  |
| 3. | Bats in the Attic        | 3:43  |
| 4. | Running on Fumes         | 6:36  |
| 5. | Bubble                   | 5:35  |
| 6. | Your Own Spell           | 3:515 |
| 7. | Your Young Voice         | 3:17  |